# Aérosol marin

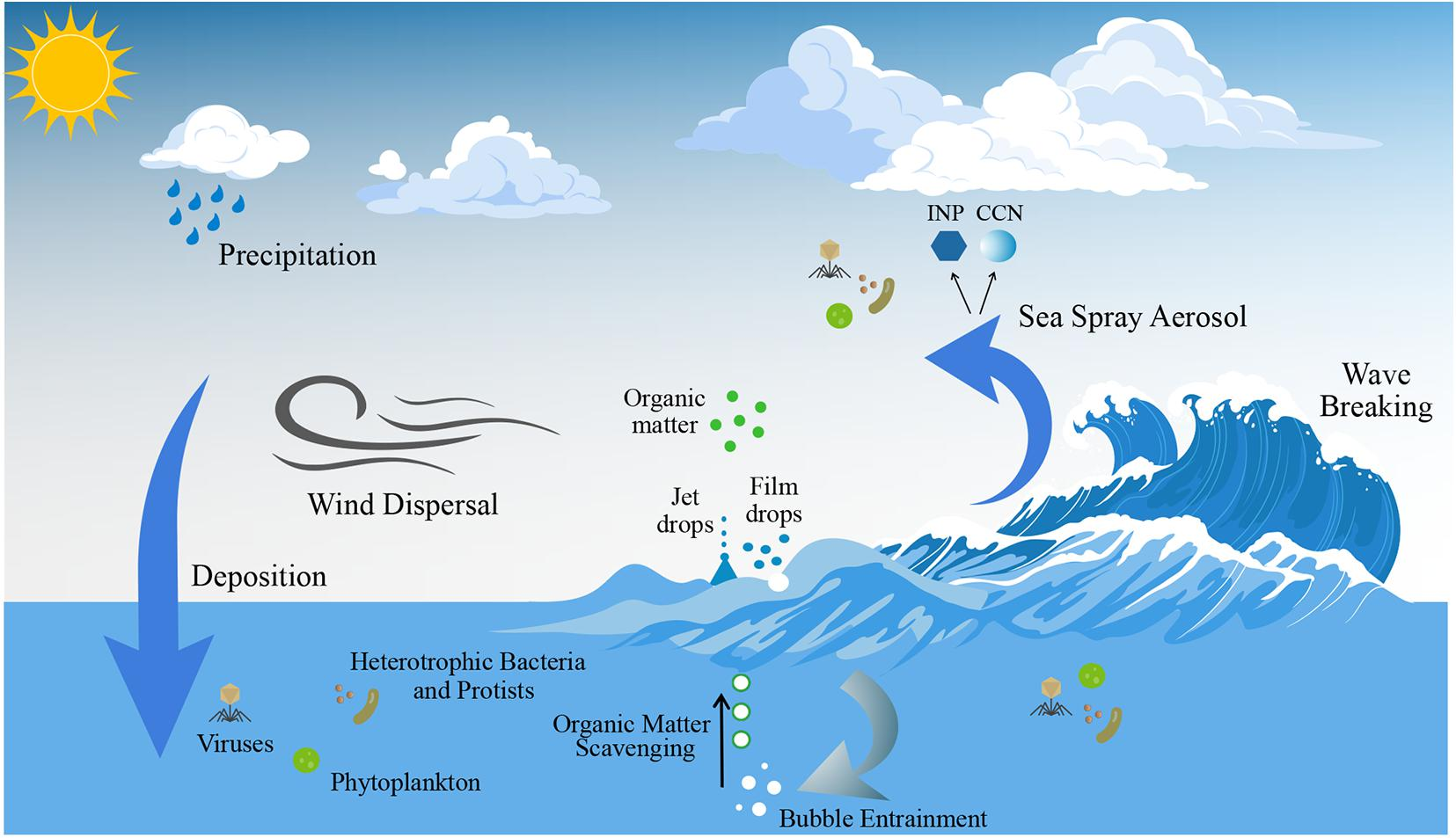
Schéma de la production des aérosols marins sous l'effet des vagues.

Un aérosol marin est un aérosol atmosphérique qui a pour origine la surface de la mer. Il contient typiquement du chlorure de sodium en cristaux ou en solution.